# Virtus Entella
Pour les articles homonymes, voir Virtus.
Maillots
Actualités
Le Virtus Entella, ou tout simplement Entella, est un club de football basé à Chiavari, dans la province de Gênes, en Ligurie.

## Identité du club

### Changements de nom
- 1914-1935 : Foot Ball Club Entella
- 1935-1982 : Associazione Calcio Entella
- 1982-1988 : Associazione Calcio Entella Bacezza
- 1988-1993 : Entella S.G.S.
- 1993-2002 : Associazione Calcio Entella Chiavari
- 2002-2003 : Entella S.G.S.
- 2003-2005 : Associazione Calcio Chiavari V L
- 2005-2010 : Associazione Calcio Dilettantistica Virtus Entella
- 2010- : Virtus Entella

## Aspects économiques et financiers

### Équipementiers
- 1914-2006 : ?
- 2006-2008 :  Macron
- 2008-2009 :  Sportika
- 2009-2014 :  Erreà
- 2014-2018 :  Acerbis
- 2018-2020: Adidas

### Sponsors principaux
- 1914-1983 : Aucun
- 1983-1986 :  Elce Arredamenti
- 1986-1987 :  Città di Chiavari
- 1987-1997 : ?
- 1997-1998 :  Città di Chiavari
- 1998-2002 : ?
- 2002-2007 :  Tecnocasa
- 2007-2010 :  Banco di Chiavari e della Riviera Ligure
- 2010-2012 :  Elce Arredamenti
- 2012-2013 :  Elce Arredamenti &  Arinox
- 2013-2014 :  Elce Arredamenti &  Due Energie
- 2014- :  Creditis &  Arinox